# Wladimir Borissowitsch Soskijew

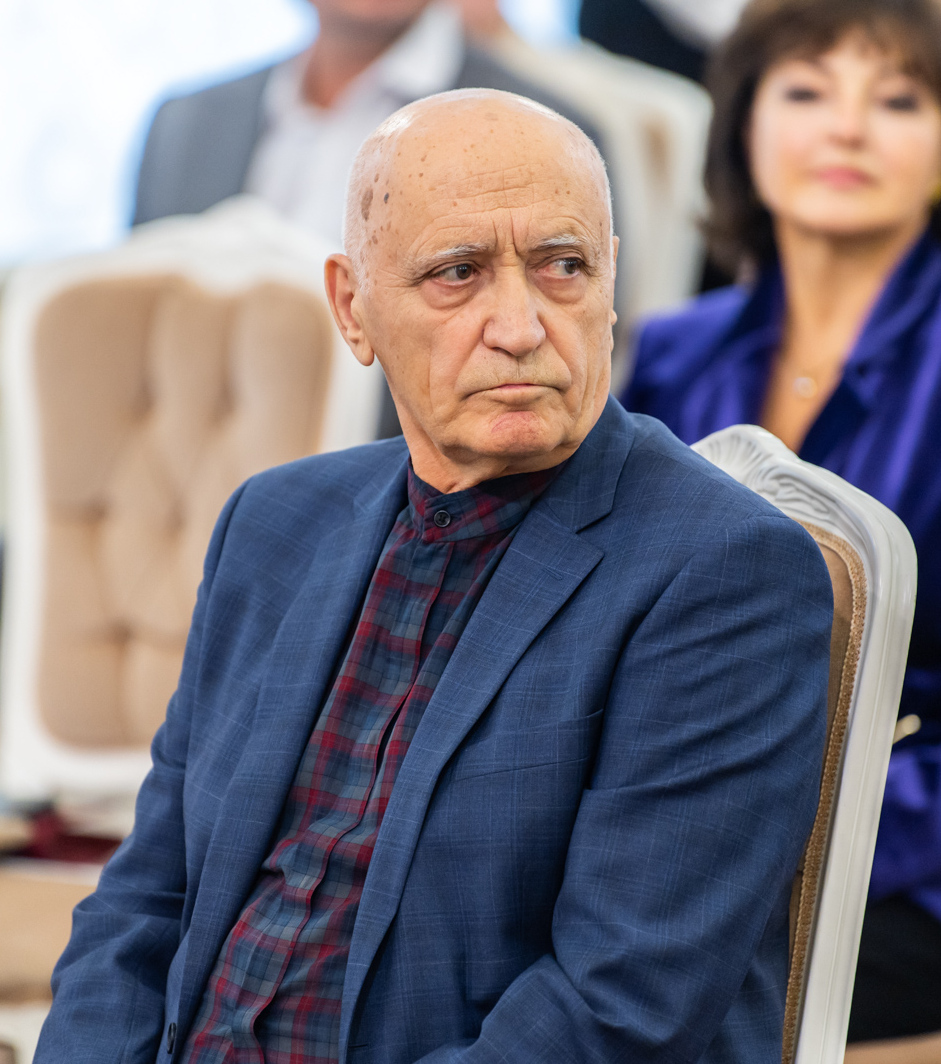
Wladimir Soskijew, 2022

Wladimir Borissowitsch Soskijew (auch Vladimir Soskiev, russisch Владимир Борисович Соскиев; * 14. Januar 1941 in Surch-Digora (Сурх-Дигора), Nordossetien-Alanien) ist ein russischer Künstler und Bildhauer.

## Leben
Wladimir Soskijew studierte nach seinem Schulbesuch ab 1959 am Kunstinstitut in Ordschonikidse, der Hauptstadt der Nordossetischen ASSR. Zwischen 1967 und 1973 folgte eine weitere Ausbildung am Moskauer Surikow-Institut der Bildenden Künste. Ab den 1970er-Jahren nahm Wladimir Soskijew an verschiedenen nationalen und internationalen Skulptur-Ausstellungen in Moskau, Riga, Deutschland, Japan, Ungarn, Frankreich und Italien teil und gewann verschiedene Preise für seine Skulpturen, darunter 1981 den Preis „Beste Werke des Jahres“ des Künstlerverbandes der UdSSR. 1989 stellte er erstmals allein im Zentralen Haus des Künstlers (ZDCh) in Moskau aus. Acht Jahre später, 1997 waren seine Werke in der Frühlingsausstellung der Moskauer Künstler in der Tretjakow-Galerie zu sehen.

## Kunst und Sammlungen
Soskijew betrachtet die alten ossetischen Traditionen und sein Schicksal als die wichtigsten Inspirationsquellen seiner Werke. In jeder seiner Arbeiten dominiert der Kaukasus.
Am Ende des 20. Jahrhunderts schuf Wladimir Soskijew Denkmale für die Opfer des Zweiten Weltkriegs und der Tschetschenienkriege sowie Grabdenkmäler in Russland und auf dem Russischen Friedhof von Sainte-Geneviève-des-Bois bei Paris.
Seine Werke befinden sich in verschiedenen nationalen und internationalen Galerien, darunter:
- in der nationalen Kunstgalerie Sofia, Bulgarien
- in der Tretjakow-Galerie in Moskau
- im Staatlichen Russischen Museum in Sankt Petersburg
- im Staatlichen Museum für Orientalische Kunst in Moskau (Государственный музей искусства народов Востока)

Von 1973 bis zur Auflösung der Sowjetunion war Soskijew Mitglied der Künstlerverbandes der UdSSR. Seit 2007 ist er Mitglied der russischen Akademie der Künste und wurde 2009 als „Volkskünstler der Republik Nordossetien“ ausgezeichnet.

## Ausstellungen
- 1985 – Sowjetische Malerei und Plastik, Altes Museum, Berlin
- 1991 – Triennale kleiner Skulpturen (Триеннале скульптуры малых форм) in Budapest, 1. Preis der internationalen Ausstellung
- 1991 – International Center for the Arts, Paris, Frankreich
- 1992 – Internationale Ausstellung in Nancy, Frankreich (erhielt den Grand Prix)
- 1997 – Tretjakow-Galerie in Moskau
- 2004 – Einzelausstellung in der Russischen Akademie der Künste[2]
- 2006 – Enthüllung des Denkmals für Marina Tsvetaeva in Tarusa[3]

## Publikationen
- Nadja Brykina (Hrsg.): Vladimir Soskiev. Katalog. Nadja Brykina Gallery, Zürich 2007, ISBN 3-9523155-8-3 (deutsch/englisch; auch russisch/französisch, ISBN 3-9523155-9-1).